# ギンモクセイ (曽根由希江の曲)
｢ギンモクセイ｣は曽根由希江のメジャーデビューシングル。2010年10月6日にドリーミュージックより発売。

## 概要
- ギンモクセイの香りのように謙虚で淡い想い、自身の経験を基にした失恋ソング。

## 収録曲
全曲　作詞：曽根由希江　編曲：藤井理央
1. ギンモクセイ
作曲：曽根由希江・藤井理央
2. あおげばとうとし
作曲：曽根由希江
3. ギンモクセイ‐Vocal-less Track‐
4. あおげばとうとし‐Vocal-less Track‐

## タイアップ
- ギンモクセイ:TBS系『ランク王国』 エンディングテーマ